# لو يسترا
لو يسترا (بالهولندية: Lieuwe Westra)‏ ولد بتاريخ 11 سبتمبر 1982 في هولندا، هو دراج هولندي. شارك في دورة الألعاب الأولمبية الصيفية.

## سجل النتائج

### سباقات أو مراحل فاز بها
- بطولة العالم لسباق الدراجات على الطريق

### المراكز
- حقق المركز الـ 2 في باريس-نايس 2012
- حقق المركز الـ 8 في باريس-نايس 2013

## روابط خارجية
- لو يسترا على موقع الاتحاد الدولي للدراجات (الإنجليزية)
- لو يسترا على موقع أرشيف الدراجات (الإنجليزية)
- لو يسترا على موقع إحصائيات الدراجات الإحترافية (الإنجليزية)
- لو يسترا على موقع نسبة الدراجات (الإنجليزية)
- لو يسترا على موقع CycleBase (الإنجليزية)
- لو يسترا على موقع اللجنة الأولمبية الدولية (الإنجليزية)
- لو يسترا على موقع أوليمبيديا (الإنجليزية)
- الموقع الرسمي